# Carl Fredrik Hagen
Carl Fredrik Hagen (Oppegård, 26 de setembro de 1991) é um ciclista profissional norueguês que atualmente corre para a equipa Israel Start-Up Nation.

## Palmarés
- 2017
  - 1 etapa do Tour de Alsacia

- 2018
- Tour de Jura[1]

- 2019
  - 3.º no Campeonato da Noruega em Estrada

- 2020
  - 3.º no Campeonato da Noruega em Estrada

## Resultados em Grandes Voltas e Campeonatos do Mundo
| Corrida            | Corrida            | 2015 | 2016 | 2017 | 2018 | 2019 | 2020 | 2021 |
| ------------------ | ------------------ | ---- | ---- | ---- | ---- | ---- | ---- | ---- |
|                    | Giro d'Italia      | —    | —    | —    | —    | —    | 42.º | —    |
|                    | Tour de France     | —    | —    | —    | —    | —    | —    | —    |
|                    | Volta a Espanha    | —    | —    | —    | —    | 8.º  | —    | —    |
| Mundial em Estrada | Mundial em Estrada | —    | —    | —    | 54.º | Ab.  | 73.º | —    |

—: não participa

Ab.: abandono